# كوكب أولي

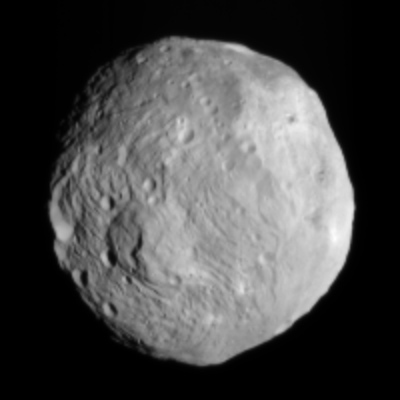
كوكب أولي أسمه 4 فيستا

كوكب أولي: هو جنين كوكبي كان قبلاً جزئاً من قرص كوكبي وبعدها تم ذوبان داخله مما جعله يصغر وينتج كويكبات صغيرة وكانت قد تشكلت بالبداية من كواكب مصغرة تجذب بعضها البعض وتصطدم ببعضها بسبب تأثير جاذبيتها الداخلية.
إن الكواكب الأولية يعرف عنها أنها تحتوي على عناصر نشطة إشعاعياً. وهذه الإشعاعات تساهم في تسخين الكواكب الأولية وتؤدي إلى ذوبان وانصهار جزئي للكوكب فتؤدي هذه العملية إلى جعل الكوكب الأولي شبيهاً بما يسمى جرم متباين. وفي منتصف المسافة في المجموعة الشمسية الكواكب الأولية التي لها فرص أكبر للنجاة هي الكويكب 1 سيريس و2 باللاس و4 فيستا.